# Olympische Sommerspiele 1984/Teilnehmer (Birma)
| Gelbes Symbol für Goldmedaillen mit stilisierten Olympischen Ringen | Graues Symbol für Silbermedaillen mit stilisierten Olympischen Ringen | Braundes Symbol für Bronzemedaillen mit stilisierten Olympischen Ringen |
| ------------------------------------------------------------------- | --------------------------------------------------------------------- | ----------------------------------------------------------------------- |
| —                                                                   | —                                                                     | —                                                                       |

Birma nahm an den Olympischen Sommerspielen 1984 in Los Angeles, USA, mit einer Delegation von einem Mann teil.

## Teilnehmer nach Sportarten

### Boxen
- Zaw Latt
Leichtgewicht: 33. Platz